# Robert Pinget
Robert Pinget, född 19 juli 1919 i Genève i Schweiz, död 25 augusti 1997 i Tours, var en fransk författare.

## Biografi
Pinget föddes i Genève av franska föräldrar, studerade juridik och var också verksam som advokat. Han bosatte sig i Paris 1946 och debuterade 1951 med novellsamlingen Entre Fantoine et Agapa. Romanen Graal Filibuste är en fantasifull saga där titelgestalten är en mystisk gud, herre över ett sagoland som bokens huvudfigurer far igenom. Pinget dramatiserade också en rad av sina romaner.
I sina romaner och även skådespel, där han närmade sig absurdisten Beckett, försökte han avslöja intigheten bakom vardagspladdret.